# 默罕默德·本·哈曼
默罕默德·本·哈曼（阿拉伯语：‎，1949年5月8日—），卡塔尔人，2002年8月1日至2011年6月14日間曾任亚足联第九任主席。而且在1996年至2011年期间也是国际足联24位执行委员会成员的一员。2011年7月23日，国际足联道德委员会决定默罕默德·本·哈曼被国际足联和亚足联判罚终身禁赛，不得再从事与足球运动相关的职业。2012年12月17日，默罕默德·本·哈曼辞去亚足联和国际足联的一切职位。

## 亚足联主席在任期间
在职期间，默罕默德·本·哈曼推行了“亚洲展望”计划。目的是统一亚洲区在有关足球运动的水平，包括管理及运动科学、同等级别的国家安排在同一级别比赛。每年由亚足联会向每个加入的城市下拔35000美元，帮助城市发展城市业余联赛，并组织相关专业人员帮助城市发展青少年培训体系、足球教练员及裁判员的培训。中国的青岛市惠泽于亚足联这一政策，成立了青岛城市联赛。
在世界杯外围赛方面，默罕默德·本·哈曼改革了世界杯外围赛亚洲区入围方案，将入围外围赛最后两个阶段的队伍缩减为20支，然后再通过亚洲区十强赛决定最终进军世界杯的名额。一方面，这一举措有利于提高亚洲足球水平的竞争力。但是另一方面，对亚洲足球实力偏差的球队而言，他们减少了与强手交流的机会，反而不利于提高他们的足球水平。
默罕默德·本·哈曼通过对亚洲足球实力的划分，再俱乐部竞赛层面，于2005年设立了亚足联主席杯，旨在增加亚洲足球“冒起国家”的比赛交流机会。在国家队层面，于2006年设立了亚足联挑战杯，而这项赛事也曾是亚洲杯足球赛外围赛一部分。印度，朝鲜等国足球队也在这项赛事中脱颖而出，进军到亚洲杯足球赛会内赛的阶段。但是这两项赛事，相对于俱乐部层面的亚洲冠军联赛、亚足联杯，以及国家队层面的亚洲杯足球赛而言，竞赛水平层级相差甚远，且会导致这些“冒起国家”的球队与亚洲足球水平很高的球队交流的机会越来越少。因此一些球队往往在取得一定的辉煌后，便开始越来越没落。比如塔吉克斯坦，他们取得了首届挑战杯赛的冠军，但随后成绩便一届不如一届，直到2014年竟然连决赛阶段都未能打进。因此亚足联竞赛委员会分别于2013年11月26日和2014年1月25日讨论决定，亚足联主席杯和亚足联挑战杯将在2014年的赛事举办结束后正式停办。
2006年，亚足联主席默罕默德·本·哈曼接受了澳大利亚进入亚足联的请求，澳大利亚也成为了亚足联第46个会员国。
2010年12月，在默罕默德·本·哈曼大力支持下，卡塔尔获得了2022年世界杯足球赛的举办权。

## 被禁止参加任何足球有关活动
2011年5月31日至6月1日，国际足联第61次全会在瑞士苏黎世召开，亚足联主席默罕默德·本·哈曼决定参选国际足联主席。然而，巴哈马足协官员提供了一张有一个大黄信封，前面整整齐齐摆放着四大捆崭新崭新的美元的图片。于是国际足联纪律委员会因此对亚足联主席默罕默德·本·哈曼展开调查，并于2011年6月14日决定禁止默罕默德·本·哈曼从事一切有关足球的活动，张吉龙随后成为亚足联代理主席，也是亚足联第十任主席。随后国际足联又颁布了最新禁令，禁止亚足联所有人与哈曼接触，堵住他反诉的根源。而一旦有人违规，将遭到与哈曼一样的处罚。随后默罕默德·本·哈曼上诉至国际体育仲裁院，国际体育仲裁院以证据不充分为由，于2012年7月19日撤消了国际足联对他的处罚。然而随后，据2012年12月17日国际足联官方网站的消息，默罕默德·本·哈曼正式宣布辞职，他本人表示国际足联对其禁令是不合理的，他们并没有足够证据，但自己不想再浪费时间应付这些是非。